# Magasin Dietsky mir

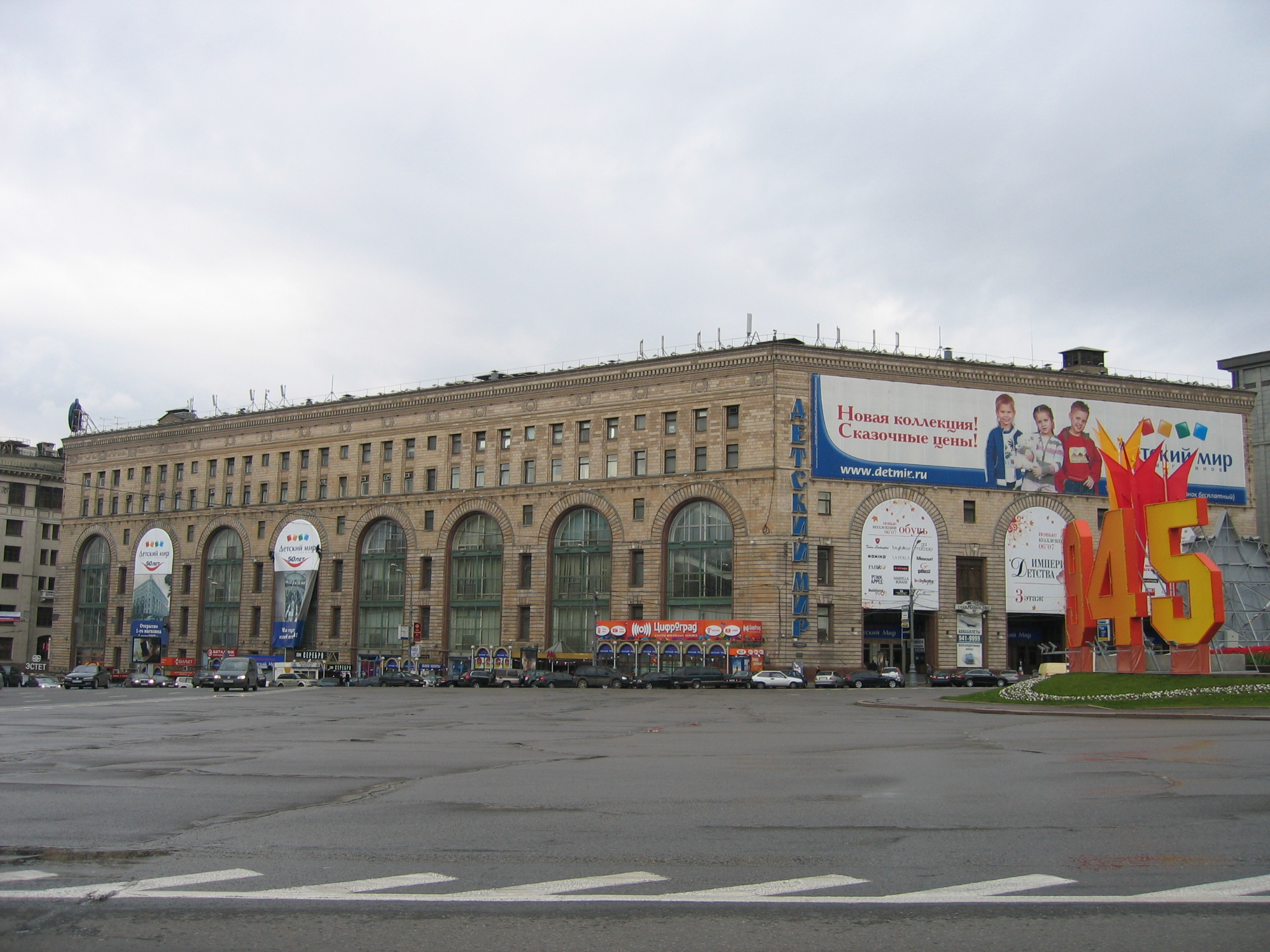
Vue du dietsky mir avant sa reconstruction

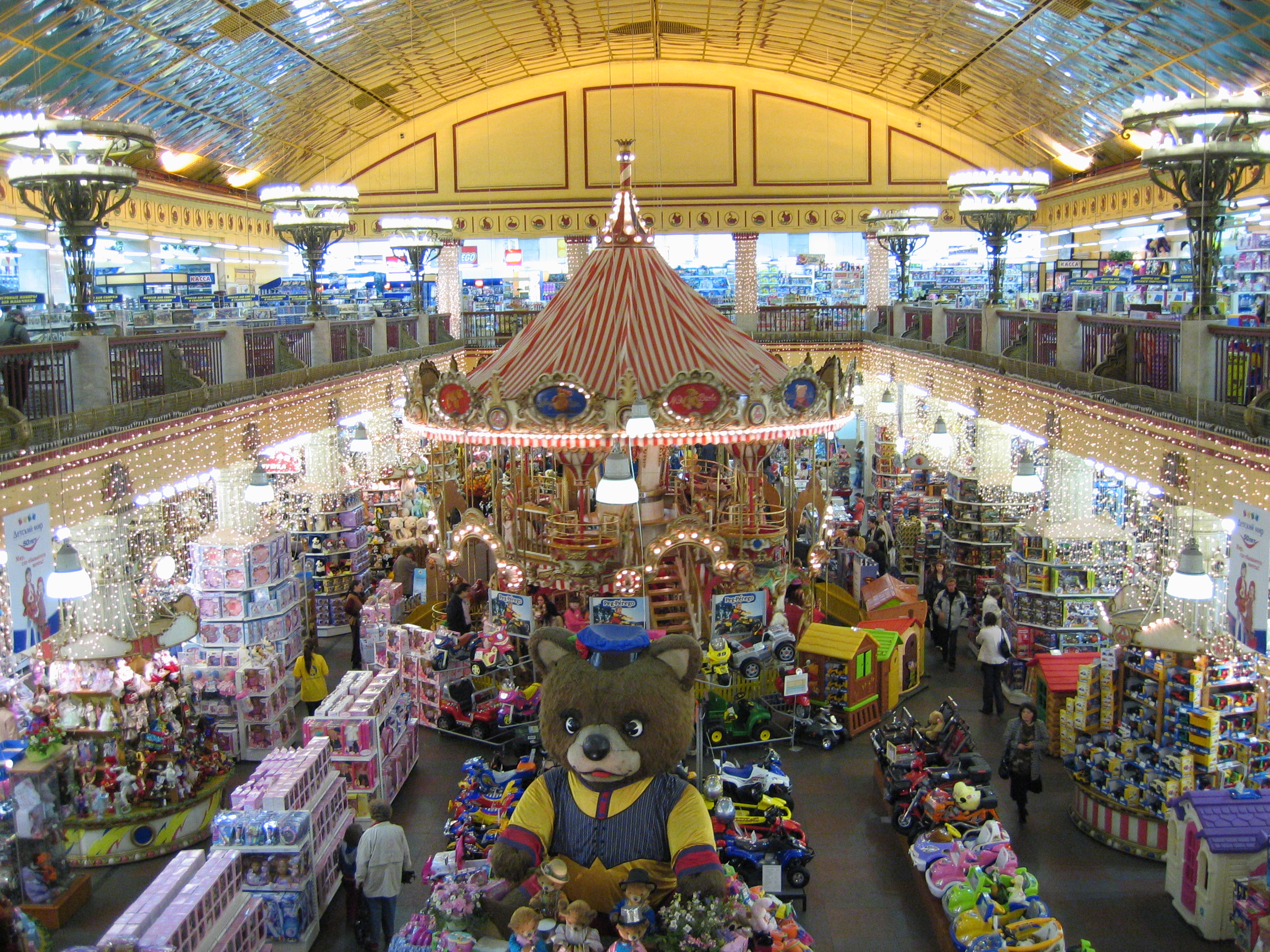
Atrium avant la reconstruction

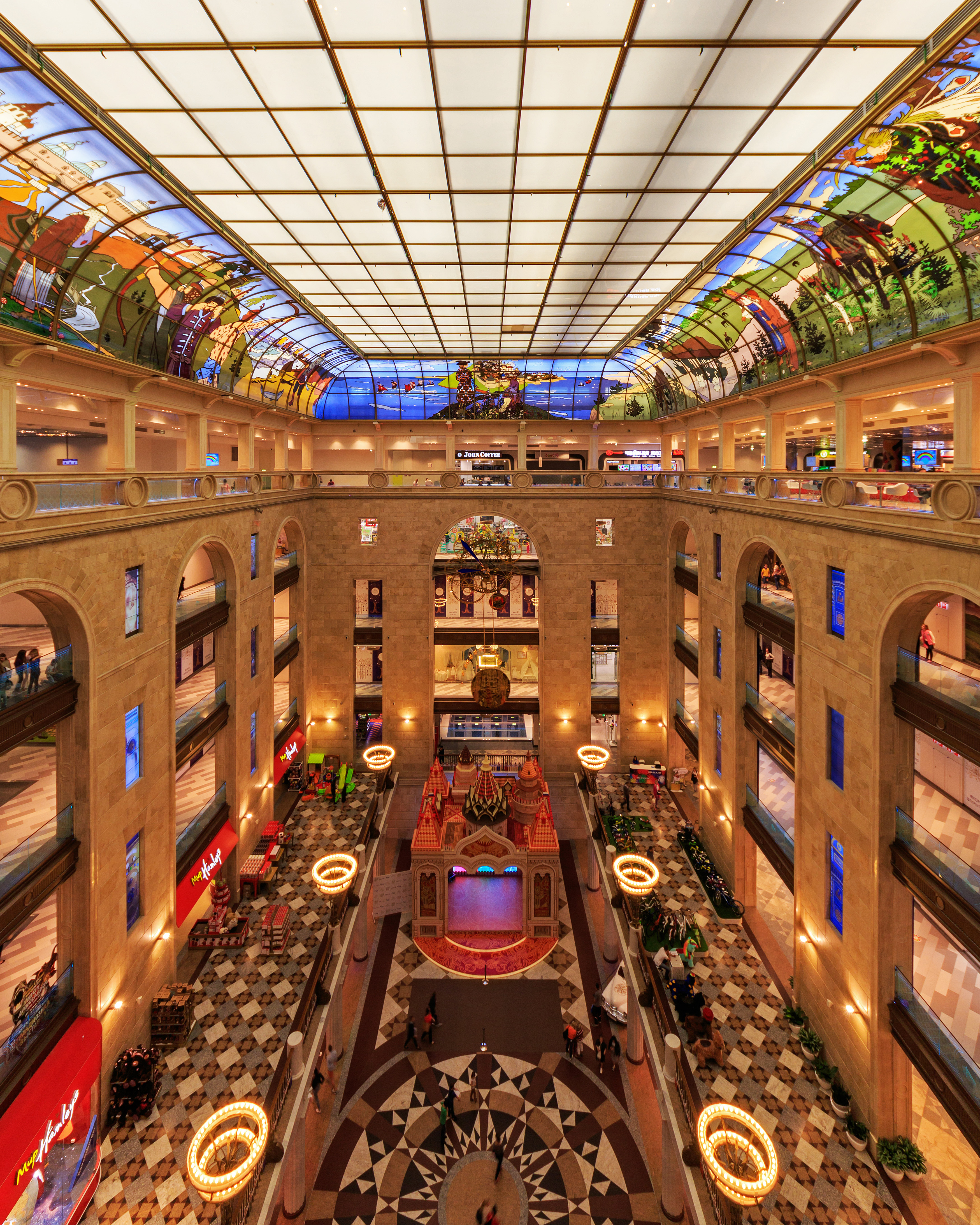
2015

Le magasin Dietsky mir (Le Monde des enfants) est un magasin central pour enfants sur la place Loubianka. Construit entre 1953 et 1957 au centre de Moscou, sur la place Dzerjinski (depuis 1990 place Loubianka), il a été conçu par l'architecte Alexeï Douchkine sur le site de l'ancien passage Loubianka et de la station de métro Dzerjinskaïa (depuis 1990, Loubianka).

## Histoire
Ouvert le 6 juin 1957, c'était le plus grand magasin pour enfants et bâtiment commercial d'URSS .
En 2005, le bâtiment a reçu le statut de patrimoine culturel au niveau régional. En 2006, le propriétaire de l'immeuble « Hals-développement », a annoncé sa reconstruction. Malgré le statut protégé, le propriétaire a été autorisé à effectuer des travaux de restauration, bien que le statut de bâtiment protégé interdit les nouvelles constructions dans les zones de patrimoine culturel. Le 1er juillet 2008, le bâtiment ferme pour entamer sa rénovation. Il reste du bâtiment d’origine les murs extérieurs et intérieurs. L'architecture intérieure originale a été complètement modifiée.
Le nouveau bâtiment est inauguré le 31 mars 2015 sous le nom « Magasin central pour enfants sur la Loubianka » car le nom historique appartient toujours aux propriétaires de l'immeuble, le réseau du commerce « Monde des enfants ».
En décembre 2017, les actions du Monde des enfants et d'autres actifs de l'AFC[Quoi ?] « Système » ont été arrêtés dans le cadre de mesures provisoires dans le cadre de la poursuite de Rosneft[Quoi ?] contre la société pour 131,6 milliards de roubles. En outre, le tribunal de Bachkortostan a enregistré une action contre l'AFC des autorités de la république[pourquoi ?] pour un montant similaire[réf. non conforme].

## Bâtiment
Les travaux sur le projet du bâtiment central du « Monde des Enfants » a commencé début 1953. L'architecte soviétique Alexeï Douchkine. a supervisé la conception et la construction. Le site de construction est l'ancienne station de métro fondation « Dzerjinskaïa » (depuis 1990 - « Loubianka »), sur le site du Passage Loubianka démoli (1882-1883, architecte A.G. Veidenbaum) avec ses fondations. Une partie des caves voûtées inclus dans la nouveau bâtiment.

## Architecture intérieure après la reconstruction

### Vitraux
L'atrium principal est décoré avec des peintures de l'artiste Ivan Bilibine.
Les vitraux représentent des contes de fées russes traditionnels tels que La princesse grenouille, Vassilissa la Belle, La sœur Alionouchka et son frère Ivanouchka, Le Conte du tsar Saltan.

### L'horloge monumentale Raketa
L'horloge a été créé par l'entreprise suisse Schlumpf Innovations GmbH en collaboration avec la plus ancienne entreprise de Russie, l'Usine de montres de Petrodvorets aussi connu sous le nom « Raketa ».
Le mécanisme d'horloge pèse 4,5 tonnes et se compose de 5 000 pièces en acier, aluminium, titane et métal plaqué or. Le mécanisme s’étend sur une hauteur de 13 mètres et une largeur de 7 mètres. Il se compose de 21 larges roues dentées et d'un pendule de 13 mètres. La surface du pendule agit comme miroir asphérique, ce qui crée un effet optique. Le mécanisme principale de l'horloge est situé au cinquième étage. L'horloge comprend un moteur permettant de remonter automatiquement le mécanisme. La réserve de marche est de 15 minutes (utile par exemple en cas de panne de courant).
C'est le plus grand mécanisme horloger au monde et est classé parmi les cinq plus grandes montres mécaniques au monde, tels que le Big Ben, le carillon du Kremlin de Moscou, l'horloge de la Tour de l'horloge de Prague ou l'horloge de Ganzhou.
L'horloge a été construite en un temps record. Six mois ont été nécessaires au développement et à l'installation de l'horloge par un groupe d'ingénieurs de l'entreprise Schlumpf Innovations GmbH et de l'usine de montres Raketa sous la direction de Jacques von Polier, directeur de l'usine.

## Dans la culture populaire
Dans la bande-dessinée Blake et Mortimer, Philip Mortimer visite le Dietsky mir pour récupérer une poupée gigogne vitale pour la suite de l'histoire.